# Sérgio Vidigal
Antônio Sérgio Alves Vidigal  (Vitória, 8 de maio de 1957), mais conhecido como Sérgio Vidigal, é um médico e político brasileiro, filiado ao Partido Democrático Trabalhista (PDT).

## Biografia
Foi prefeito da Serra entre 1997 e 2004, após ser vereador na mesma cidade entre 1988 e 1992, e deputado estadual entre 1994 e 1996. Em sua carreira política foi diversas vezes presidente estadual do partido.
Foi candidato a governador do estado Espírito Santo em 2006, e perdeu para Paulo Hartung no primeiro turno, com 21,76% dos votos válidos. Em 2008, foi eleito prefeito de Serra com 176.684 votos, representando 94,21% dos votos válidos. Tentou a reeleição em 2012, mas perdeu para o candidato Audifax Barcelos, com 37,56% dos votos válidos.
Nas eleições de 2014, Sérgio Vidigal disputou uma vaga na Câmara Federal e foi o deputado federal mais votado no Estado do Espírito Santo. O candidato do Partido Democrático Trabalhista (PDT) obteve 161.744 votos, que representou 9,01% dos votos válidos. Quase a metade dos eleitores serranos votaram em Vidigal. Na cidade onde foi prefeito por três vezes, Sérgio Vidigal obteve 96.968 votos (47,4% dos votos válidos).
Votou a favor do Processo de impeachment de Dilma Rousseff. Posteriormente, votou contra a PEC do Teto dos Gastos Públicos. Em abril de 2017 foi contrário à Reforma Trabalhista. Em agosto de 2017 votou a favor do processo em que se pedia abertura de investigação do então Presidente Michel Temer.